# Río Buriganga
El río Buriganga (en bengalí: বুড়িগঙ্গা Buŗigônga "Ganges Viejo") discurre más allá de las afueras del suroeste de la ciudad de Daca, la capital de Bangladés. Su profundidad promedio es de 7.6 metros (25 pies) y su profundidad máxima es de 18 metros (58 pies).

## Historia

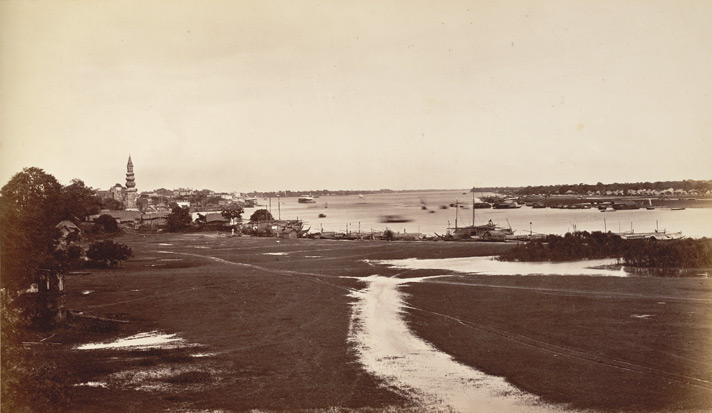
Vista del río Buriganga en su discurrir hacia la ciudad de Daca situada en la orilla izquierda. También se ve una torre de un templo hindú (1885).

En el pasado, un brazo del río Ganges desembocaba en la Bahía de Bengala a través del río Dhaleshwari. Cuando su curso cambió gradualmente y finalmente perdió su unión con el curso principal del Ganges, pasó a llamarse Buriganga. Se dice que los niveles de agua en este río durante las mareas altas y muy altas  asombraron a los mogoles. En el siglo XX, el nivel freático y el río se contaminaron con polietileno y otras sustancias peligrosas procedentes de edificios demolidos cerca de las riberas del río.
El curso del Padma, como se conoce el curso principal del Ganges en Bangladesh, cambió considerablemente durante el período 1600 a 2000 AD. Es difícil rastrear con precisión los diversos canales a través de los cuales discurrió, pero lo más probable es que pasara por Rampur Boalia, a través de Chalan Beel, los ríos Dhaleshwari y Buriganga, pasando Daca hacia el estuario de Meghna. En el siglo XVIII, el curso inferior del río discurría más hacia el sur. A mediados del siglo XIX, el volumen principal del río discurrió a través de este canal meridional, que llegó a conocerse como Kirtinasa. Poco a poco, el Padma adoptó su curso actual.

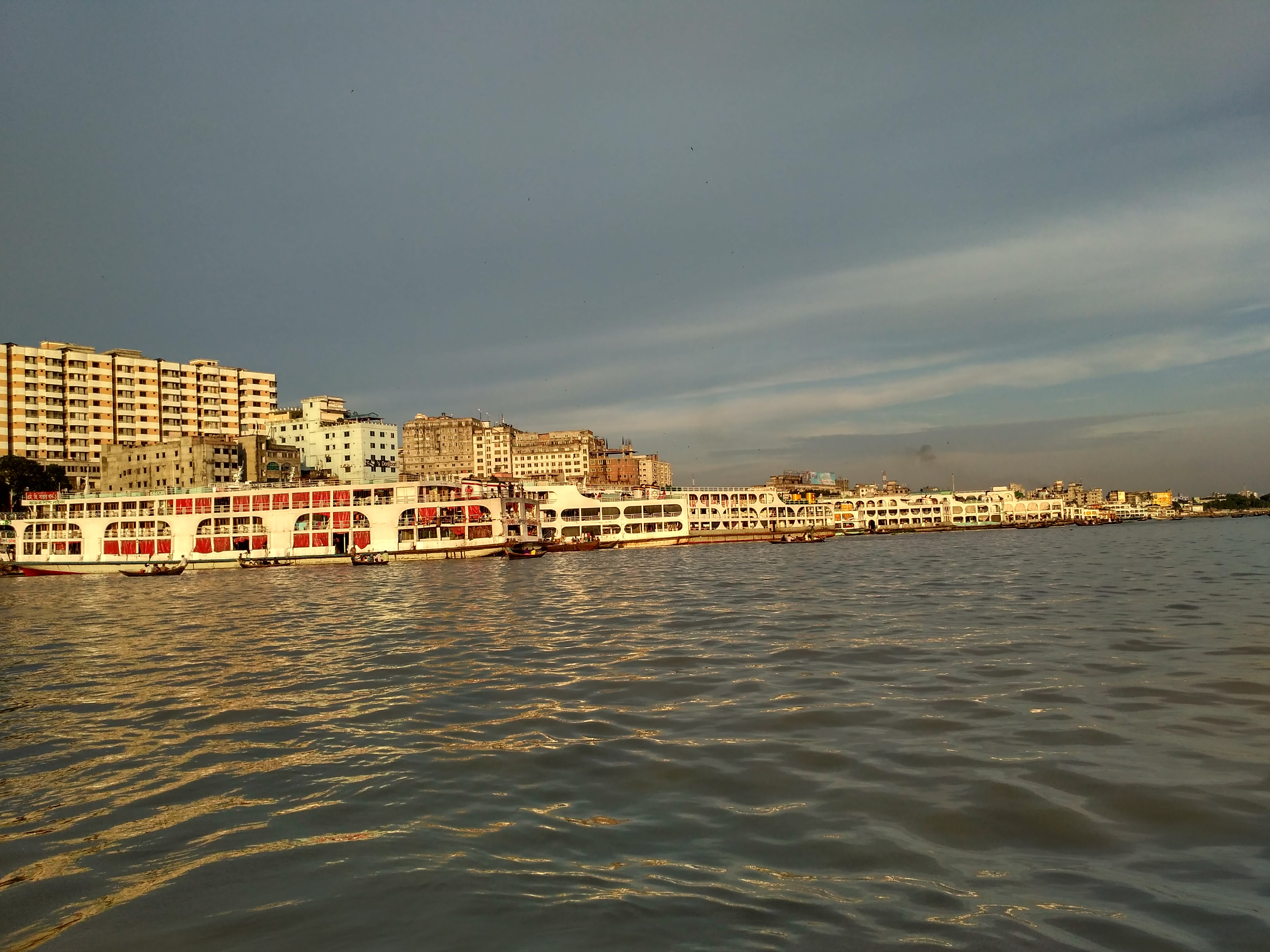
Vista del río Buriganga en Sadarghat con algunas embarcaciones.

## Contaminación
El Buriganga es económicamente muy importante para Daca. Lanchas y barcos de línea  proporcionan conexión con otras partes de Bangladesh, un país principalmente ribereño. Cuando los mogoles hicieron de Daca su capital en 1610, las riberas del Buriganga ya eran un lugar privilegiado para el comercio. El río también fue la principal fuente de agua potable de la ciudad.
Hoy, el río Buriganga está afectado por el problema de la contaminación. Los vertidos químicos de molinos y fábricas, desechos domésticos, desechos médicos, aguas residuales, animales muertos, plásticos y petróleo son algunos de los contaminantes del Buriganga. La ciudad de Daca descarga alrededor de 4.500 toneladas de desechos sólidos todos los días y la mayor parte se libera en el Buriganga. Según el Departamento del Medio Ambiente, las curtidurías lanzan al río 21.600 metros cúbicos (5.7 millones de galones estadounidenses) de desechos tóxicos todos los días. Los expertos identificaron nueve áreas industriales en y alrededor de la capital como las principales fuentes de contaminación del río: Tongi, Tejgaon, Hazaribagh, Tarabo, Narayanganj, Savar, Gazipur, la Zona de Procesamiento de Exportaciones de Daca y Ghorashal. La mayoría de las unidades industriales de estas áreas no tienen plantas de tratamiento de aguas residuales ni de tratamiento de efluentes (ETP).

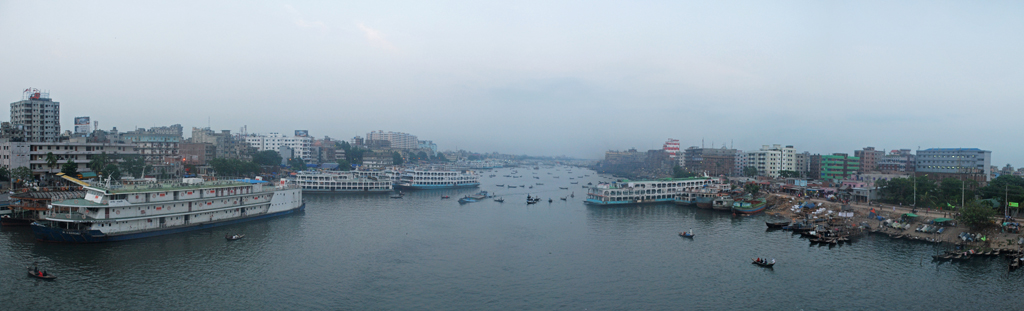
Vista del río Buriganga desde el puente en Daca

Más de 60,000 metros cúbicos (2,100,000 pies cúbicos) de desechos tóxicos, como tintas de textil, de impresión, residuos de lavado y productos farmacéuticos, se liberan en los principales cuerpos de agua de Daca todos los días. Según la Autoridad del Agua y Alcantarillado de Daca (WASA), alrededor de 12,000 metros cúbicos (420,000 pies cúbicos) de desechos no tratados son liberados al lago desde las áreas industriales de Tejgaon, Badda y Mohakhali todos los días. Los residuos provienen principalmente de las plantas de lavado y teñido de prendas de vestir. Las industrias textiles anualmente descargan hasta 56 millones de toneladas de desechos y 0.5 millón de toneladas de lodo. Las aguas residuales también se vierten en el Buriganga. Un artículo periodístico de 2004 indicó que hasta el 80% de las aguas residuales de Daca no se trataron. Debido a la gran dependencia de Daca del transporte fluvial de mercancías, incluidos los alimentos, el Buriganga recibe cantidades especialmente altas de desperdicios de alimentos, ya que las partes inutilizables o podridas de frutas, verduras y pescado se arrojan al río.[cita requerida]

## Galería

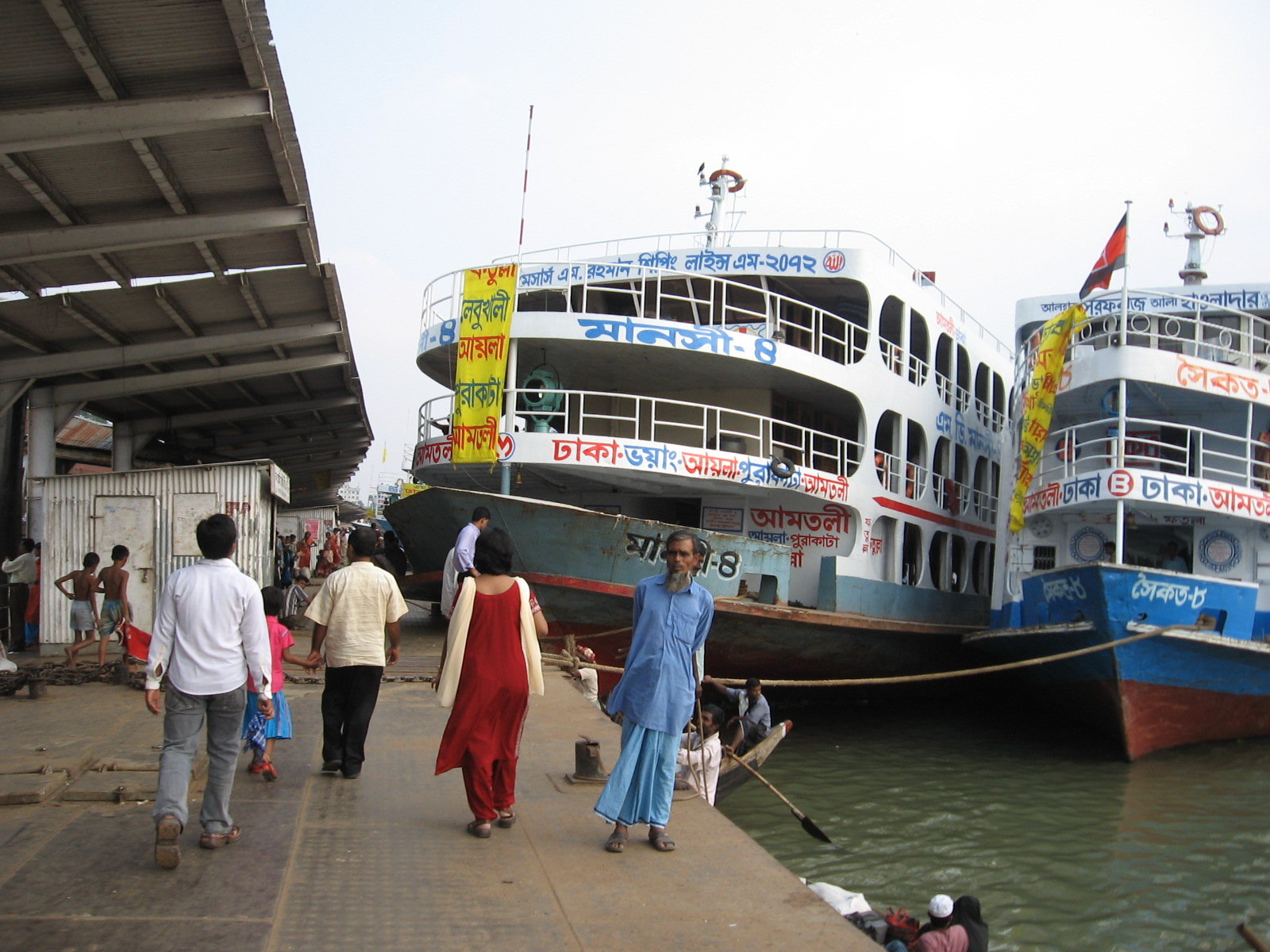
Grandes embarcaciones que esperan en Sadarghat en el Buriganga para diferentes  destinos en Bangladesh.
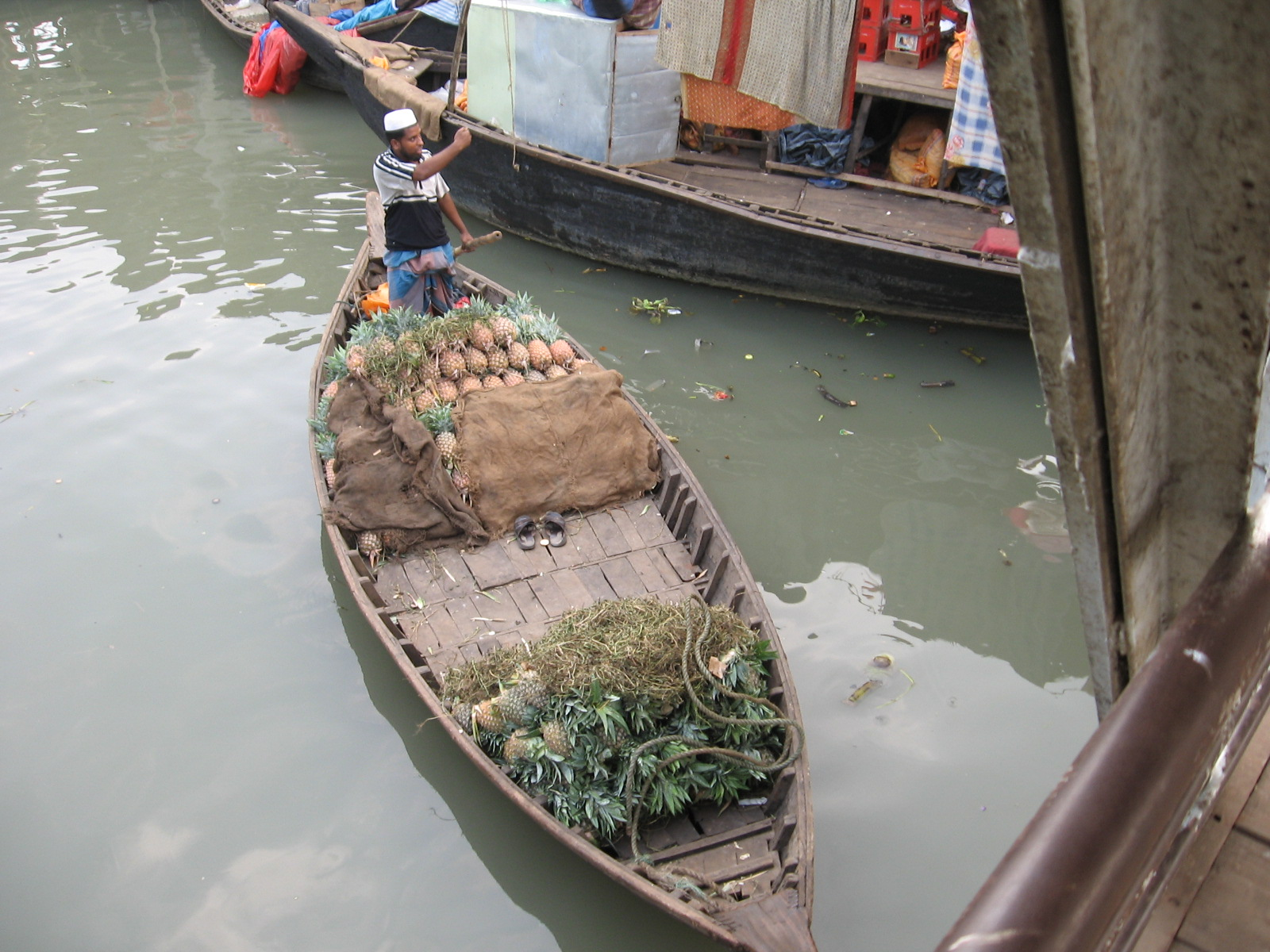
Un barquero vende piñas en Sadarghat en el Buriganga
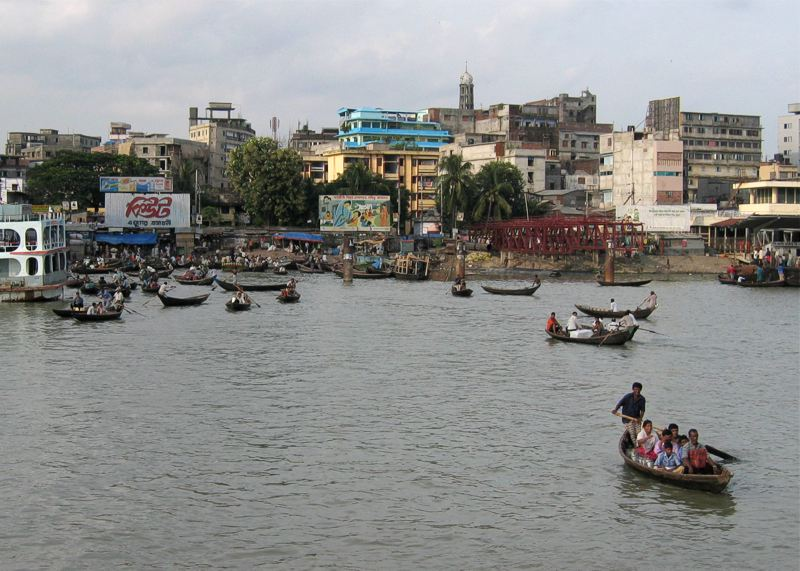
Puerto de Sadarghat en el Buriganga.
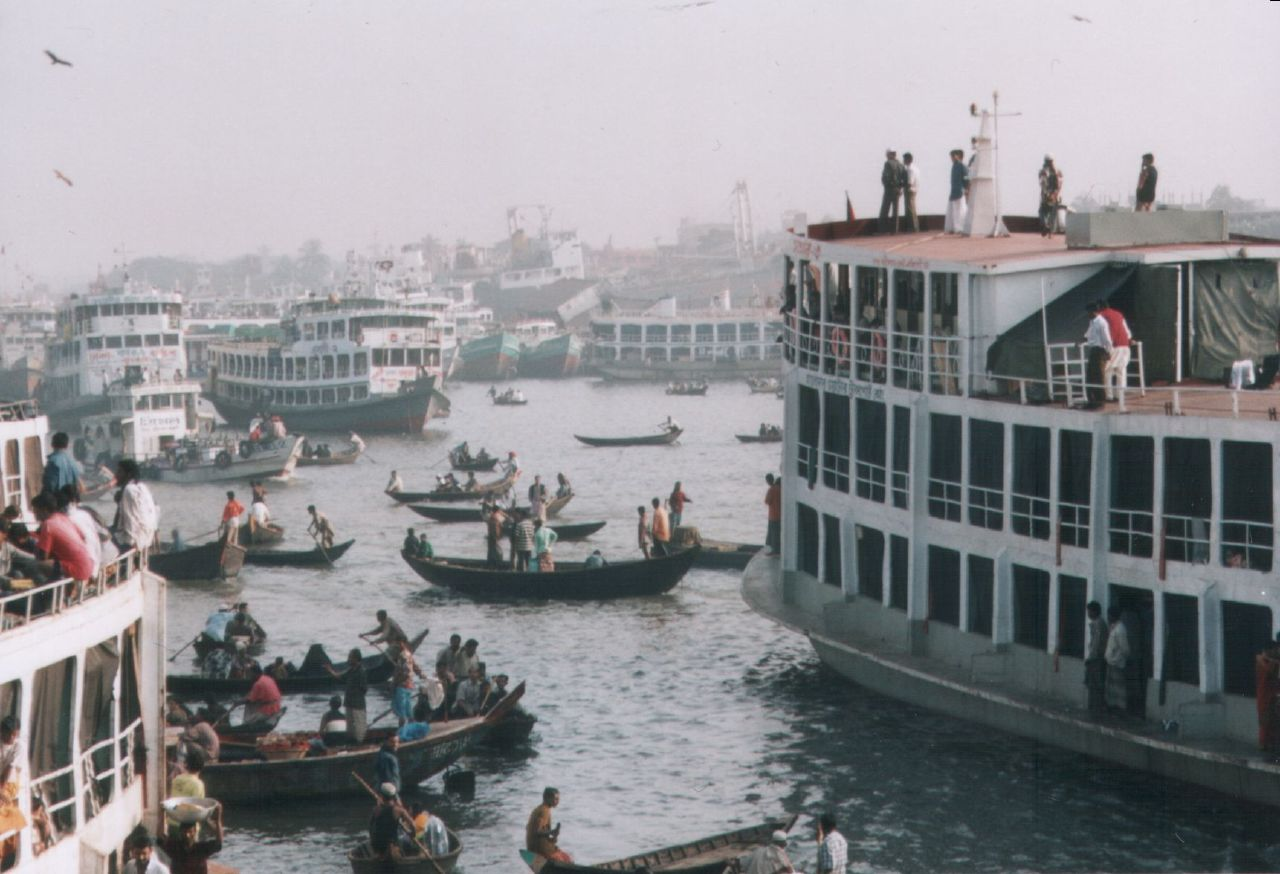
El puerto de Sadarghat en el río Buriganga es un importante centro de transporte fluvial